# Mark Petchey
Mark Petchey (Loughton, 1º agosto 1970) è un allenatore di tennis ed ex tennista britannico.

## Carriera
Ottenne il suo best ranking in singolare l'8 agosto 1994 con la 80ª posizione, mentre nel doppio divenne il 5 agosto 1996, il 104º del ranking ATP.
In carriera, in doppio, vinse un unico torneo del circuito ATP su un totale di due finali disputate. La sua unica vittoria avvenne nel 1996 nel Nottingham Open in coppia con il connazionale Danny Sapsford; in quell'occasione superarono la coppia formata dal britannico Neil Broad e dal sudafricano Piet Norval con il risultato di 6-7, 7-6, 6-4. Il miglior risultato ottenuto nei tornei del grande slam fu il terzo turno raggiunto in singolare nel torneo di Wimbledon 1997; la sua sconfitta avvenne per mano del tedesco Boris Becker che lo superò in tre set con il punteggio di 3-6, 3-6, 2-6.
Fece parte della squadra britannica di Coppa Davis dal 1991 al 1997 in undici occasioni con un bilancio complessivo di sei vittorie e undici sconfitte.

## Statistiche

### Tornei ATP

#### Doppio

##### Vittorie (1)
| Legenda singolare           |
| Grande Slam (0)             |
| ATP World Tour Finals (0)   |
| ATP Super 9 (0)             |
| ATP Championship Series (0) |
| ATP World Series (1)        |

| Numero | Data           | Torneo                      | Superficie | Compagno       | Avversari in finale    | Punteggio     |
| 1.     | 17 giugno 1996 | Nottingham Open, Nottingham | Erba       | Danny Sapsford | Neil Broad Piet Norval | 6-7, 7-6, 6-4 |

##### Sconfitte in finale (1)
| Legenda singolare           |
| Grande Slam (0)             |
| ATP World Tour Finals (0)   |
| ATP Super 9 (0)             |
| ATP Championship Series (0) |
| ATP World Series (1)        |

| Numero | Data           | Torneo                             | Superficie | Compagno       | Avversari in finale         | Punteggio |
| 1.     | 22 agosto 1994 | Waldbaum's Hamlet Cup, Long Island | Cemento    | Andrew Florent | Olivier Delaître Guy Forget | 4-6, 6-7  |

### Tornei minori

#### Singolare

##### Vittorie (3)
| Legenda tornei minori |
| Challenger (3)        |
| Futures (0)           |

| Numero | Data             | Torneo                                | Superficie    | Avversario in finale | Punteggio |
| 1.     | 11 novembre 1991 | Christchurch Challenger, Christchurch | Sintetico (i) | Fernon Wibier        | 7-5, 7-6  |
| 2.     | 11 ottobre 1993  | Recife Challenger, Recife             | Terra rossa   | Fernando Meligeni    | 6-2, 6-3  |
| 3.     | 6 dicembre 1993  | Adelaide Challenger, Adelaide         | Erba          | Peter Tramacchi      | 6-3, 6-2  |

#### Doppio

##### Vittorie (8)
| Legenda tornei minori |
| Challenger (8)        |
| Futures (0)           |

| Numero | Data             | Torneo                                | Superficie    | Compagno              | Avversari in finale             | Punteggio     |
| 1.     | 20 aprile 1992   | Nagoya Challenger, Nagoya             | Cemento       | Jeremy Bates          | Bertrand Madsen Leander Paes    | 7-5, 3-6, 7-6 |
| 2.     | 16 novembre 1992 | Kuala Lumpur Challenger, Kuala Lumpur | Cemento       | Mitch Michulka        | Owen Casey Donald Johnson       | 7-6, 6-1      |
| 3.     | 26 luglio 1993   | Winnetka Challenger, Winnetka         | Cemento       | Wayne Arthurs         | Patrick Rafter Sandon Stolle    | 7-6, 6-7, 6-4 |
| 4.     | 9 agosto 1993    | Open Castilla y León, Segovia         | Cemento       | Juan Ignacio Carrasco | Roger Smith Maurice Ruah        | 6-2, 7-5      |
| 5.     | 17 luglio 1995   | Manchester Trophy, Manchester         | Erba          | Tim Henman            | Massimo Bertolini Diego Nargiso | 6-3, 6-4      |
| 6.     | 27 novembre 1995 | Velenje Challenger, Velenje           | Sintetico (i) | Andrew Richardson     | Patrick Baur Joost Winnink      | 6-7, 6-4, 6-4 |
| 7.     | 29 luglio 1996   | Istanbul Challenger, Istanbul         | Cemento       | Danny Sapsford        | Oleg Ogorodov Orlin Stanojčev   | 6-3, 7-5      |
| 8.     | 14 luglio 1997   | Manchester Trophy, Manchester         | Erba          | Danny Sapsford        | Noam Behr Filippo Veglio        | 6-3, 6-7, 7-6 |